# 上原敏夫
上原 敏夫（うえはら としお、1950年6月4日 - ）は、日本の法学者。専門は、民事訴訟法・民事執行法・倒産処理法。学位は、博士（法学）（一橋大学・論文博士・1996年）（学位論文「債権執行手続の研究」）。一橋大学名誉教授、明治大学名誉教授。弁護士（第一東京弁護士会所属。山本柴﨑法律事務所）。三ヶ月章門下。弟子に村上正子など。

## 経歴
東京都品川区生まれ。世田谷区立弦巻中学校、東京都立戸山高等学校を経て、一橋大学法学部3年在学中に旧司法試験に合格。1973年に大学を卒業し、1975年 東京大学大学院法学政治学研究科修士課程修了。1977年に最高裁判所司法研修所司法修習（第29期）を修了後、一橋大学法学部助手に就任。
1985年から1986年まで、ドイツ・フランクフルト大学法学部客員教授を兼務。のち1995年にも再び同職を兼務する。民事執行法の研究などを行い、ドイツ法を参考に、のちに通説化した第三債務者の保護などを主張した。
1990年、一橋大学法学部教授に昇格。1996年に学位論文「債権執行手続の研究」で一橋大学より博士（法学）の学位を取得。1999年、組織変更により一橋大学大学院法学研究科教授に就任。2005年国立大学法人一橋大学役員補佐（法務担当）。2010年に明治大学大学院法務研究科教授就任。2014年一橋大学名誉教授の称号を受ける。指導学生に村上正子名古屋大学教授など。2021年明治大学定年退職。2023年明治大学名誉教授の称号を受ける。
2004年、第一東京弁護士会に弁護士登録（現在、山本柴﨑法律事務所客員弁護士）。
2003年～2018年下級裁判所裁判官指名諮問委員会東京地域委員会委員、2016～2021年法務省検察官・公証人特別任用等審査会会長代理。2007年～2015年学校法人藤村学園（東京女子体育大学）理事、2011年～2016年日清オイリオグループ（株）社外取締役などを歴任、このほか、1998年から2004年まで、および2007年から2010年まで日本民事訴訟法学会理事、1998年から2000年まで日本私法学会理事を務めた。

## 業績
製造物責任法（PL法）制定の際には、経済企画庁の委託を受けた社団法人商事法務研究会の製造物責任研究会で、加藤一郎・森島昭夫・平井宜雄・浦川道太郎らとともに、国民生活審議会の検討資料として調査報告書を作成し、PL法国内法制化論議にかかわった。
また研究の傍ら長年途上国に対する法制度整備支援に携わり、1999年から国際協力機構カンボディア法制度整備支援民事訴訟法作業部会委員（2017年から同部会長）、2007年から国際協力機構中国法制度整備支援委員会委員長を務める。2009年にはカンボジアに対する法制度整備支援における貢献に対し、カンボジア王国友好勲章（Sahametrei勲章）を受け、2012年にはJICA第8回理事長表彰国際協力感謝賞を受けた。

## 著書
- 『債権執行手続の研究』（有斐閣、1994年）
- 『団体訴訟・クラスアクションの研究』（商事法務、2001年）
- 『執行手続・倒産手続の研究』（有斐閣、2023年）
- 『権利実現過程の基本構造 竹下守夫先生古稀祝賀』（伊藤眞・春日偉知郎・野村秀敏と共編著、有斐閣、2002年）
- 『民事執行・保全法（第7版）』（長谷部由起子・山本和彦と共著、有斐閣、2024年）
- 『民事訴訟法（第8版）』（池田辰夫・山本和彦と共著、有斐閣、2025年）
- 『基本判例民事訴訟法』（池田辰夫・山本和彦と共著、有斐閣、2002年
- 『Q&A消費者団体訴訟制度』（松本恒雄と共著、三省堂、2007年）